# توکای رنگ‌پریده
توکای رنگ‌پریده (نام علمی: Turdus pallidus) نام یک گونه از سرده توکای حقیقی است.